# Hecelchakán
Hecelchakán – miasto w Meksyku, w stanie Campeche, leżące na półwyspie Jukatan, w odległości około 25 km od Zatoki Meksykańskiej i około 60 km na północ stolicy stanu Campeche. W 2010 roku miasto liczyło 10 285 mieszkańców.

## Gmina Hecelchakán

Położenie gminy Hecelchakán na mapie stanu Campeche

Miasto jest siedzibą władz gminy Hecelchakán, jednej z 11 gmin w stanie Campeche. Według spisu z 2010 roku ludność gminy liczyła 28 306 mieszkańców. Gmina zajmując 1331,99 km² jest jedną z mniejszych pod względem powierzchni w stanie Campeche. Ma charakter równinny a pokryta jest w większości lasami które mają charakter lasów deszczowych.
Gminę utworzono w 1915 roku decyzją gubernatora stanu Campeche. Ludność gminy jest zatrudniona według ważności w następujących gałęziach: rolnictwie, leśnictwie, hodowli, rybołówstwie, przemyśle i usługach turystycznych.
Najczęściej uprawia się kukurydzę, soję, sorgo, fasolę, paprykę Jalapeño, a także wiele gatunków sadowniczych m.in. mango, awokado, pomarańcze i inne cytrusy oraz bananowce.